# Hunneberg
Hunneberg (  PRONÚNCIA) é uma montanha com um topo plano, em forma de meseta, situada na província histórica da Västergötland.  
O seu ponto mais alto tem 154 metros.
Está localizada a leste das cidades de Vänersborg e Trollhättan.
Está separada da montanha de Halleberg por um vale com 500 m de largura.

 
É uma das típicas montanhas da Västergötland – em forma de meseta, conhecida por atrair muitos visitantes e caçadores de alces.